# Pedius
Pedius är ett släkte av skalbaggar som beskrevs av Victor Ivanovitsch Motschulsky 1850. Pedius ingår i familjen jordlöpare.
Släktet innehåller bara arten Pedius longicollis.

## Bildgalleri

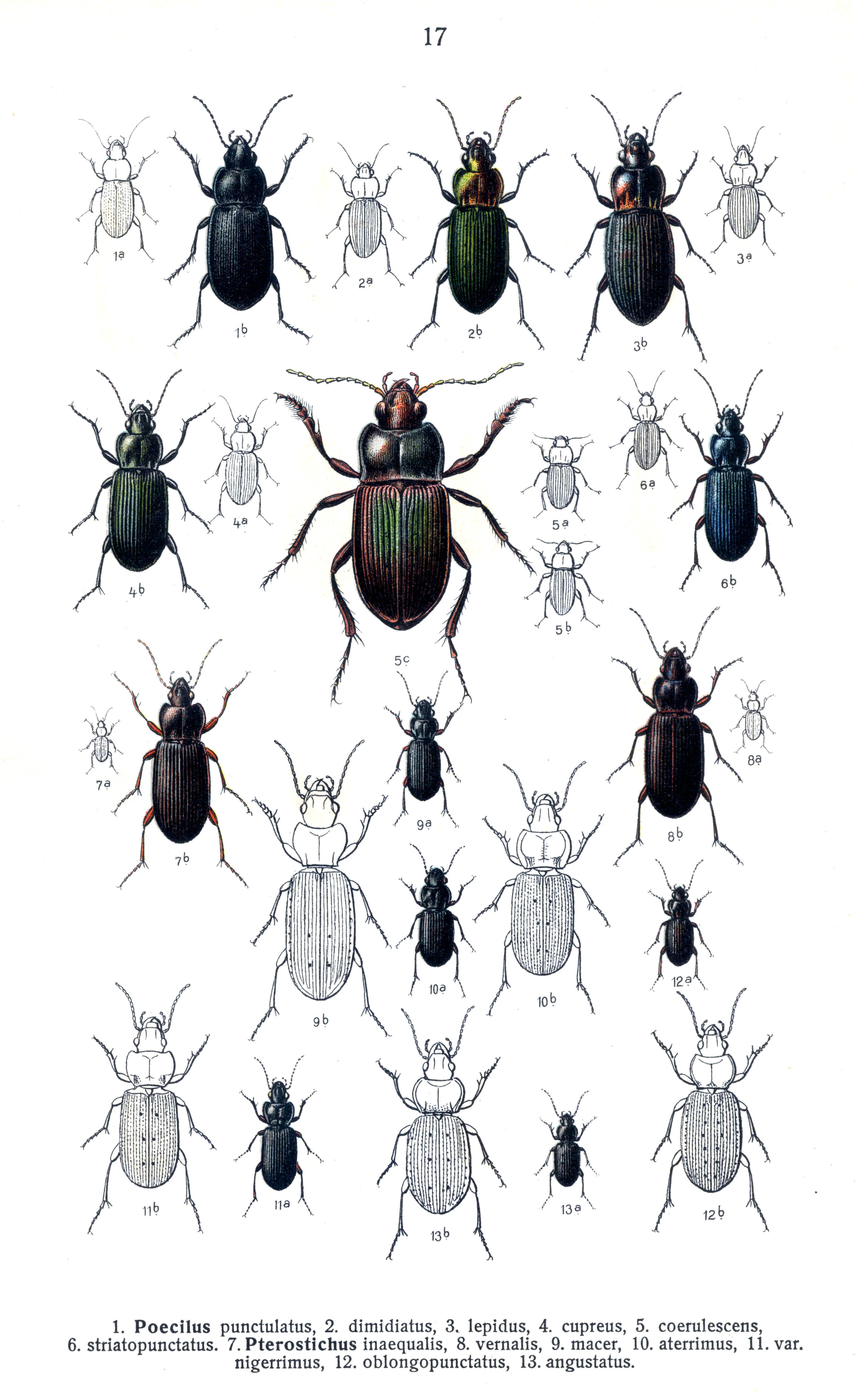
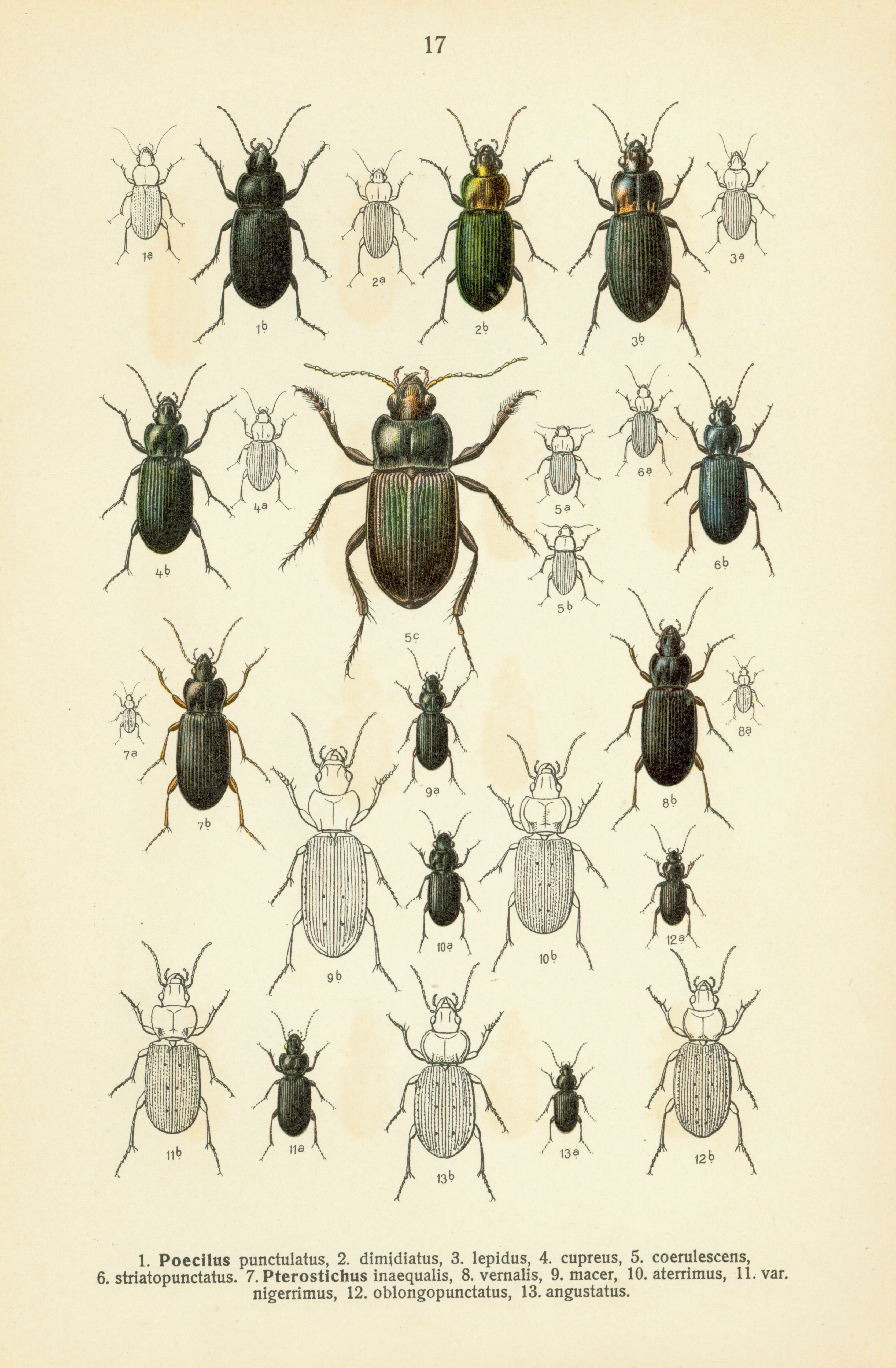